# Mayólica de Laterza

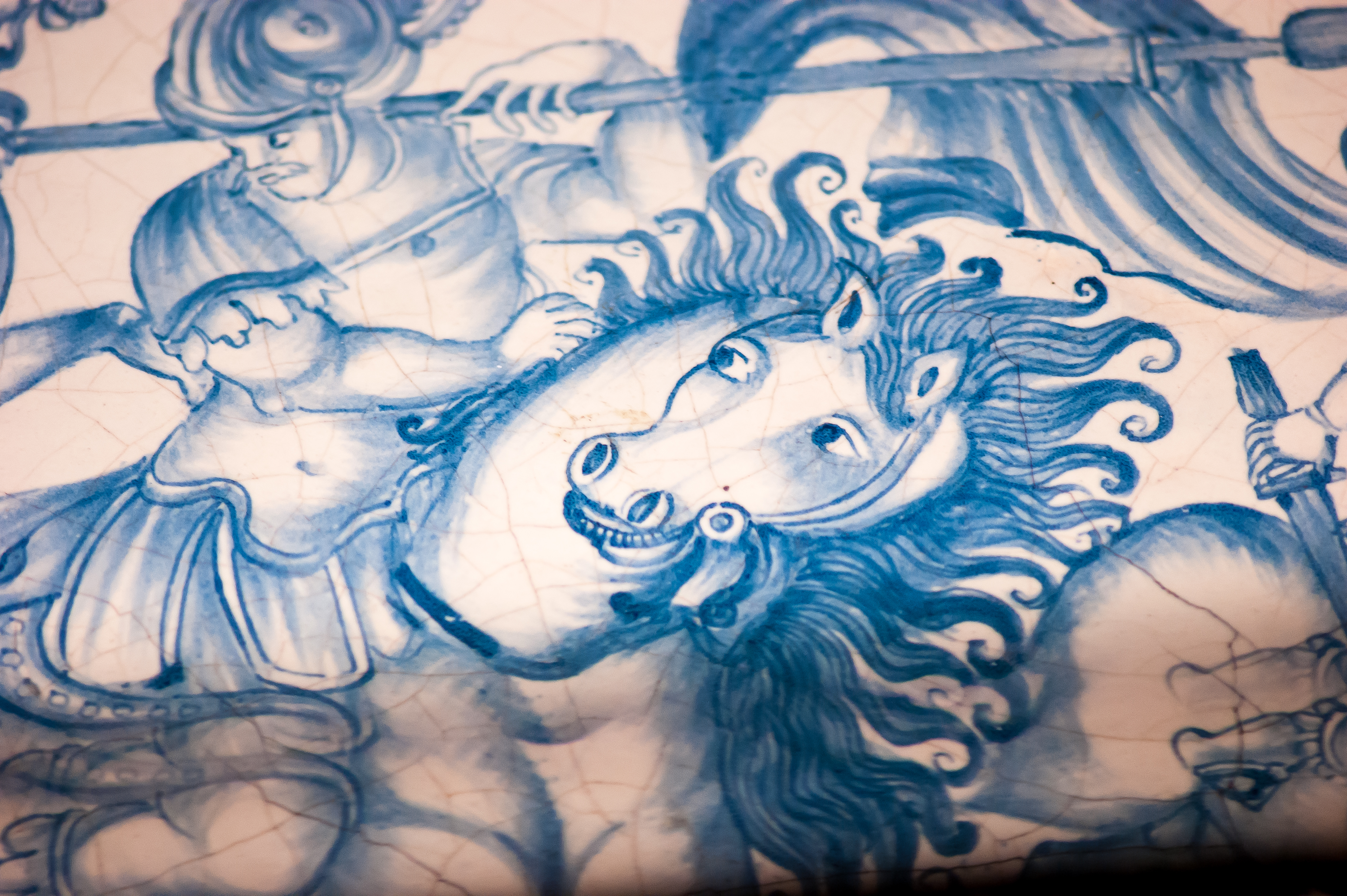
Mayólica de Laterza

Mayólica de Laterza es la cerámica producida en la ciudad italiana de Laterza desde la Antigüedad, cuando esta zona se convirtió en uno de los centros de abastecimiento para la Magna Grecia, durante las épocas de la Antigua Roma y el período medieval, alcanzando su apogeo entre los siglos XVII y XVIII.
En el siglo XXI se fabrica con la marca CAT (Cerámica Artística Tradicional) instituida en 1997 con decreto del Ministerio Italiano de la Industria, Comercio y Artesanía.